# Brock Wilson
Brock Wilson (* 1994 oder 1995) ist ein professioneller US-amerikanischer Pokerspieler.

## Persönliches
Wilson besuchte die Ardsley High School in seiner Heimatstadt Ardsley im US-Bundesstaat New York und machte an der privaten Fordham University in New York City einen Abschluss in Finanzmathematik. Anschließend arbeitete der Amerikaner zwei Jahre als Finanzanalyst an der Wall Street, ehe er eine Karriere als Pokerprofi einschlug. Mitte des Jahres 2020 zog er nach Las Vegas. Wilson ist mit der Pokerspielerin Cherish Andrews liiert.

## Pokerkarriere
Wilson spielt auf der Onlinepoker-Plattform Americas Cardroom unter dem Nickname HelloMyMan und nutzt bei GGPoker seinen echten Namen.
Seine erste Geldplatzierung bei einem Live-Pokerturnier erzielte Wilson Mitte August 2013 in Verona im US-Bundesstaat New York. Im Juni 2016 war er erstmals bei der World Series of Poker (WSOP) im Rio All-Suite Hotel and Casino in Paradise am Las Vegas Strip erfolgreich und kam bei zwei Turnieren der Variante No Limit Hold’em in die Geldränge. Im Wynn Las Vegas belegte der Amerikaner Mitte Juli 2018 bei einem Event des Wynn Summer Classic den aufgrund eines Deals mit mehr als 50.000 US-Dollar dotierten vierten Platz. Ende August 2018 gewann er beim WSOP-Circuit in Mashantucket sein erstes Live-Turnier. Wilson entschied das High-Roller-Turnier für sich und erhielt den Hauptpreis von rund 65.000 US-Dollar sowie einen goldenen Circuitring. Im Hotel Bellagio am Las Vegas Strip gewann er im Dezember 2018 ein Side-Event des Five Diamond World Poker Classic mit einer Siegprämie von über 50.000 US-Dollar. Bei der WSOP 2019 erzielte der Amerikaner 11 Geldplatzierungen und erhielt sein höchstes Preisgeld von rund 60.000 US-Dollar für den neunten Platz beim Double Stack. Mitte November 2019 wurde er beim Super High Roller der partypoker Millions World Bahamas Zweiter und sicherte sich aufgrund eines Deals mit Adrián Mateos das höchste Preisgeld von knapp 620.000 US-Dollar, das die bislang höchste Auszahlung in Wilsons Pokerkarriere darstellt. Rund zwei Wochen später belegte er beim High Roller der Seminole Rock & Roll Poker Open in Hollywood, Florida, ebenfalls den zweiten Platz und erhielt nach einem Deal mit Bryn Kenney über 300.000 US-Dollar. Erneut nur fünf Tage später gewann Wilson in Bell Gardens ein Turnier der Bicycle Casino High Roller Tournament Series, dessen Hauptpreis – nach einem erneuten Deal – bei rund 110.000 US-Dollar lag. Nachdem die Live-Pokerturnierszene aufgrund der COVID-19-Pandemie ab März 2020 weitestgehend zum Erliegen gekommen war und der Amerikaner einige Geldplatzierungen bei der erstmals ausgespielten World Series of Poker Online sowie bei den bei partypoker veranstalteten Main Events der World Poker Tour (WPT) erzielt hatte, gewann er im Dezember 2020 ein live ausgespieltes High Roller im Wynn Las Vegas mit einer Siegprämie von knapp 125.000 US-Dollar. Ende Februar 2021 wurde Wilson beim Aria 50K im Aria Resort & Casino am Las Vegas Strip Zweiter und sicherte sich über 230.000 US-Dollar, Ende April 2021 erhielt er für seinen vierten Platz beim High Roller des Seminole Hard Rock Poker Showdown in Hollywood knapp 300.000 US-Dollar. Im September 2021 gewann er im Aria das vierte Turnier der Poker Masters mit einem Hauptpreis von knapp 200.000 US-Dollar. An gleicher Stelle erzielte der Amerikaner im Februar 2022 fünf Geldplatzierungen beim PokerGO Cup, die ihm Preisgelder von mehr als 760.000 US-Dollar einbrachten und durch die er zum dritterfolgreichsten Spieler der Turnierserie wurde. Anfang September 2022 saß er beim WPT-Main-Event in Tampa am Finaltisch und beendete das Turnier auf dem dritten Rang, der aufgrund eines Deals mit mehr als 410.000 US-Dollar dotiert war.
Insgesamt hat sich Wilson mit Poker bei Live-Turnieren mehr als 6,5 Millionen US-Dollar erspielt.